# Estación Manga
La Estación Manga es una estación de ferrocarriles de la ciudad de Montevideo. Ubicada en el barrio homónimo .

## Historia
En 1890 la compañía del Ferrocarril Uruguayo del Este inauguró en el barrio de Manga la entonces Estación Treinta y Tres, la cual en 1912 recibiría la denominación actual, en referencia al barrio homónimo.
Por mucho tiempo sobre la misma circularon dos importantes líneas de ferrocarriles, ambas provenientes desde Montevideo, la línea del Central Uruguay Railway y la línea del Ferrocarril del Este, esta última dejó de funcionar en los años cuarenta, ya que comenzó a utilizar la vía principal. La estación se encuentra a dieciséis kilómetros de la Estación Central Artigas y está ubicada a pocos metros de la Avenida José Belloni.

## Actividad
Pese a que el servicio de pasajeros se encuentra inactivo desde el año 2019, en los últimos años se han realizado distintas excursiones, algunas, desde la Estación Peñarol hacia dicha estación, o desde la misma hacia la Estación Sudriers en Empalme Olmos. 